# 3 Podkarpacka Brygada Obrony Terytorialnej
3 Podkarpacka Brygada Obrony Terytorialnej im. płk Łukasza Cieplińskiego (3 PBOT) – związek taktyczny Wojsk Obrony Terytorialnej Wojska Polskiego.

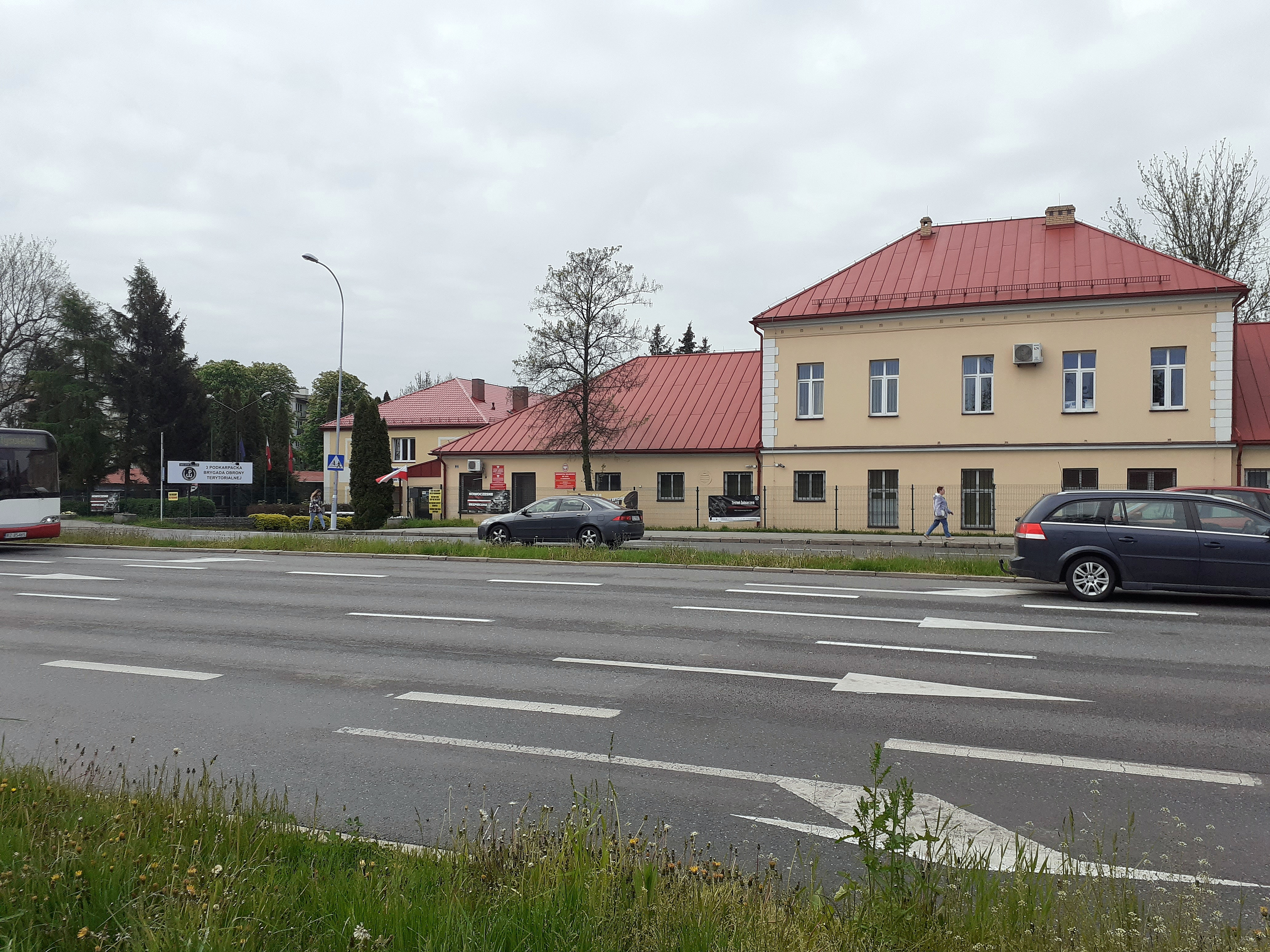
Siedziba 3 PBOT przy ul. Lwowskiej 4 w Rzeszowie

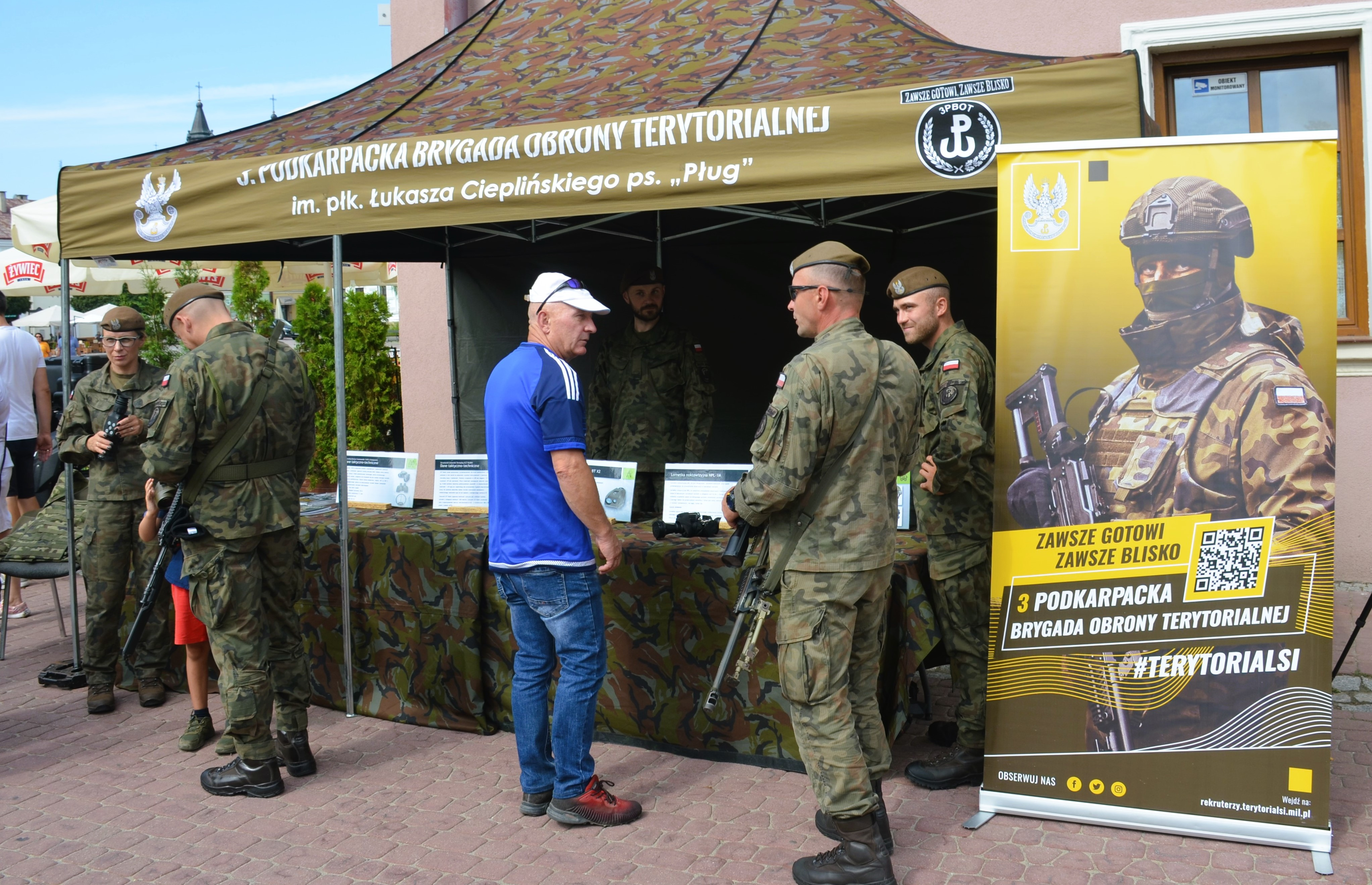
Stoisko 3 PBOT podczas Święta Wojska Polskiego w Sanoku (2022)

## Struktura organizacyjna
Struktura w 2021 :
- Dowództwo brygady – Rzeszów
- 3 kompania dowodzenia – Rzeszów
- 3 kompania logistyczna – Rzeszów
- 3 kompania saperów – Rzeszów
- 3 kompania wsparcia – Rzeszów
- 31 batalion lekkiej piechoty – Rzeszów
- 32 batalion lekkiej piechoty im. płk. Łukasza Cieplińskiego – Nisko
- 33 batalion lekkiej piechoty im. ppłk. Adama Lazarowicza – Dębica
- 34 batalion lekkiej piechoty im. mjr. Władysława Koby – Jarosław
- 35 batalion lekkiej piechoty – Sanok

## Tradycje
Decyzją nr 51/MON Ministra Obrony Narodowej z dnia 1 marca 2017, brygada przejęła i z honorem kultywuje tradycje jednostek wojskowych i pododdziałów partyzanckich zbrojnego podziemia niepodległościowego:
Podokręgu Armii Krajowej Rzeszów, kryptonim „Woda”, „Ogniwo”, „Rezeda”:
- Inspektoratu Armii Krajowej Rzeszów, kryptonim „Rtęć”, „Rzemiosło”:
  - Obwodu Rzeszów „Rozbratel”,
  - Obwodu Kolbuszowa „Kefir”,
  - Obwodu Dębica „Dziekania”, „Deser”,
- Inspektoratu Armii Krajowej Przemyśl, kryptonim „Paweł”, „Płotka”, „Park”:
  - Obwodu Przemyśl „Przepiórka”, „Polana”, „Piskorz”,
  - Obwodu Jarosław „Jawor”, „Jedlina”, „Jesiotr”,
  - Obwodu Przeworsk „Prypeć”, „Powała”, „Pstrąg”,
  - Obwodu Łańcut „Łucja”, „Łabędź”, „Łukasz”,
- Inspektoratu Armii Krajowej Mielec, kryptonim „Nowela”, „Wrzesień”:
  - Obwodu Mielec „Mleko”, „Fa”,
  - Obwodu Tarnobrzeg „Twaróg”,
  - Obwodu Nisko „Naleśnik”, „Niwa”,
- Inspektoratu Armii Krajowej Podkarpacie, kryptonim „Joachim”, „Jemioła”:
  - Obwodu Sanok „Serowiec”, „Suchar”, „San”,
  - Obwodu Brzozów „Borowik”, „Babka”,
  - Obwodu Krosno „Korzeń”, „Kawa”,
  - Obwodu Jasło „Jagoda”, „Jabłecznik”,

Okręgu Zrzeszenia „Wolność i Niezawisłość” Rzeszów:
- Rejonu Zrzeszenia „Wolność i Niezawisłość” Rzeszów, kryptonim „Centrum”:
  - Rada Rzeszów,
  - Rada Kolbuszowska,
  - Rada Łańcucka,
  - Rada Brzozowska,
- Rejonu Zrzeszenia „Wolność i Niezawisłość” Mielec, kryptonim „Północ”:
  - Rada Mielec,
  - Rada Nisko,
  - Rada Dębica,
- Rejonu Zrzeszenia „Wolność i Niezawisłość” Krosno, kryptonim „Południe”:
  - Rada Krosno,
  - Rada Jasło,
  - Rada Sanok,
  - Rada Gorlice,
- Rejonu Zrzeszenia „Wolność i Niezawisłość” Przemyśl, kryptonim „Wschód”:
  - Rada Przemyśl,
  - Rada Jarosław,
  - Rada Lubaczów,
  - Rada Przeworsk;

Brygada przyjęła nazwę wyróżniającą „Podkarpacka” i otrzymała imię płk. Łukasza Cieplińskiego.
Doroczne święto brygady ustanowiono na dzień 26 lipca.

Insygnia
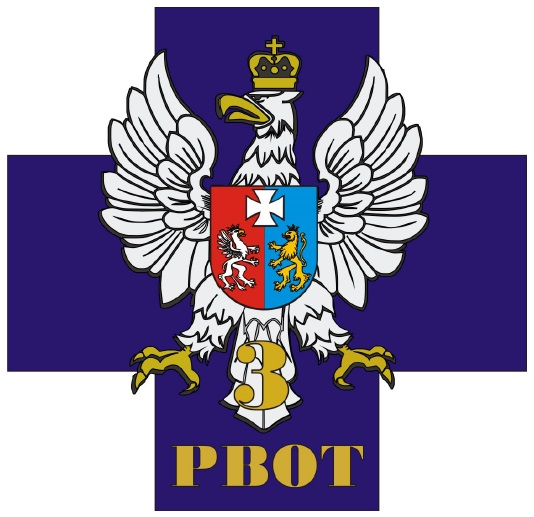
Odznaka pamiątkowa
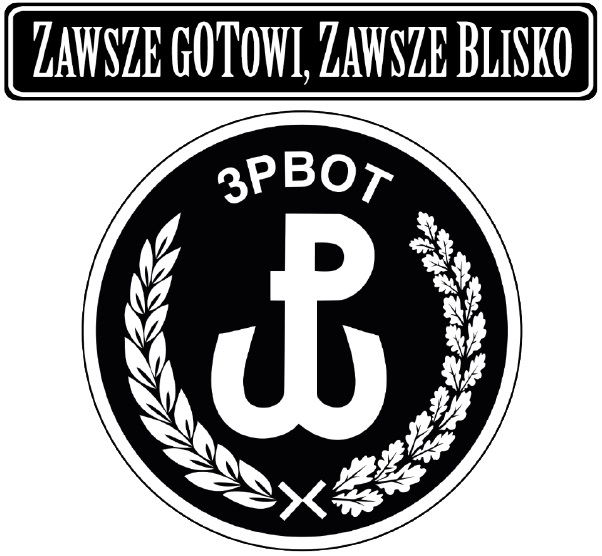
Oznaka rozpoznawcza na mundur wyjściowy
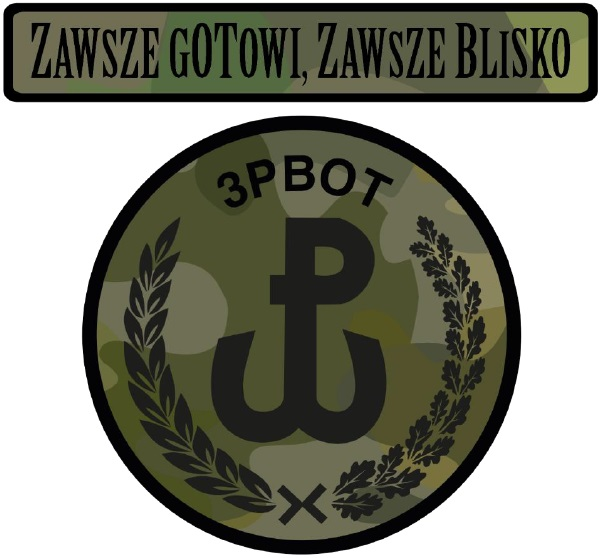
Oznaka rozpoznawcza na mundur polowy

## Dowódcy brygady
- płk dypl. Arkadiusz Mikołajczyk (2016-2018)
- płk Dariusz Słota (2018–2021)
- płk Michał Małyska (2021– )[5]